# Gamasina
Gamasina Leach, 1815 é uma coorte de ácaros predadores pertencentes à sobordem Monogynaspida da ordem Mesostigmata, englobando cerca de 6 000 espécies.

## Taxonomia
A coorte Gamasina inclui as seguintes sub-coortes e superfamílias:
- Subcoorte Epicriiae
  - Epicrioidea
  - Zerconoidea
- Subcoorte Arctacariae
  - Arctacaroidea
- Subcoorte Parasitiae
  - Parasitoidea
- Subcoorte Dermanyssiae
  - Veigaioidea
  - Rhodacaroidea
  - Eviphidoidea
  - Ascoidea
  - Phytoseioidea
  - Dermanyssoidea